# İsmail Güldüren
İsmail Güldüren (İnegöl, 10 gennaio 1979) è un allenatore di calcio ed ex calciatore turco, di ruolo difensore.

## Palmarès

### Giocatore

#### Competizioni nazionali
- Campionato turco: 1

Fenerbahçe: 2003-2004
- Coppa di Turchia: 1

Gençlerbirliği: 2000-2001